# Бутея
Буте́я (лат. Butea) — род растений семейства Бобовые (Fabaceae), распространённый в Восточной, Южной и Юго-Восточной Азии.
Род назван в честь премьер-министра Великобритании и ботаника Джона Стюарта, графа Бьюта.

## Ботаническое описание
Деревья, кустарники (от ползучих до прямостоячих) или многолетние травы. Листья перисто-тройчатые; прилистники мелкие или среднего размера, рано опадающие.
Цветки крупные, оранжево-красные или красные, собраны в пазушные или конечные, густые кисти или метёлки; прицветники и прицветнички мелкие, рано опадающие. Чашечка колокольчатая; зубцы короткие, тупо-треугольные, 2 верхних срастаются в широкую цельную или выемчатую губу. Венчик от среднего до крупного размера; лепестки почти равные. Бобы продолговатые, сжатые. Семена обратнояйцевидные.

## Виды
Род включает 5 видов:
- Butea buteiformis (Voigt) Grierson
- Butea monosperma (Lam.) Kuntze — Бутея односемянная
- Butea pellita Hook.f. ex Prain
- Butea superba Roxb. ex Willd.
- Butea xizangensis X.Y.Zhu & Y.F.Du